# Yang Zhijun
Yang Zhijun (xinès simplificat: 杨志军) (Xining 1955 - ) Escriptor xinès. Un dels cinc guanyadors del Premi Mao Dun de Literatura de l'any 2023 per la novel·la 雪山大地 (Snow Mountains and Land).

## Biografia
Yang Zhijun va néixer el maig de 1955 a Xining capital de la província de Qinghai a la Xina. El pare de Yang, originari de Luoyang, va anar a estudiar a la Universitat del Nord-oest de Xi'an, i d'allà va marxar a Xining amb un grup d'altres estudiants que van crear el "Qinghai Daily". La seva mare va estudiar medicina i va ser una de les primeres doctores amb un diploma estatal a l'altiplà de Qinghai.

#### Carrera literària
Malgrat que ara viu a la província de Shandong, al nord-est de la Xina, la majoria de les seves obres estan relacionades o ambientades a Qingtai província limítrof amb el Tibet on hi va viure més de 40 anys. Es va donar a conèixer el 1987 amb la publicació de la seva primera novel·la, "El col·lapse al voltant del llac" (环湖崩溃), que va ser guardonada amb el Premi Nacional de Literatura Contemporània. Aquest èxit va ser seguit l'any següent pel Premi Literari per a Nous Autors atorgat a la novel·la "El mar ahir s'ha retirat" (海昨天退去).
Va ser l'any 2005, després de la publicació de mitja dotzena de títols més, quan Zhijun es va fer famós amb el "best-seller" amb unes vendes de 600.000 exemplars que va ser la novel·la "El mastí tibetà" (藏獒), escrita a partir dels testimonis personals del seu pare, i que va desencadenar una onada de fascinació a la Xina per la "cultura tibetana". La novel·la personifica l'espècie canina famosa per la seva ferocitat i lleialtat. Els personatges centrals són dos grups de mastíns, cadascun pertanyent a una tribu nòmada tibetana, que són civilitzats pels seus amos però que encara mantenen la seva naturalesa primordial. El món brutal dels animals representat de manera vívida a la novel·la ressona amb els costums ancestrals, incloses les pràctiques religioses, dels nòmades tibetans. Les lluites dels mastíns entre ells pel lideratge suprem reflecteixen els conflictes tribals a les praderies i les relacions humanes.
La novel·la va ser adaptada a una pel·lícula d'animació: "The Tibetan Dog" (藏獒多吉). Una coproducció sino-japonesa, dirigida per Masayuki Kojima a partir dels dibuixos inicials del mangaka Naoki Urasawa, que es va presentar al Festival de Cinema d'Animació d'Annecy, el juny de 2011. El 2007 i el 2008 van seguir dues seqüeles que també van ser èxits de vendes, així com diverses altres novel·les que tractaven el tema del gos. Fins i tot va inspirar una sèrie de contes infantils: "L'últim rei mastí tibetà" (最后的藏獒王). La triologia acaba amb el pare del narrador que deixa les praderies per tornar a Xining durant la Revolució Cultural, quan la lluita pel poder al món humà provoca una destrucció devastadora a la població de mastís. En aquestes novel·les, els mastíns estan dotats d'una intel·ligència humana; la línia entre humans i animals és indistinguible. Yang també fa un ús liberal del realisme màgic quan retrata les pràctiques religioses tibetanes i les creences tradicionals.
Yang també és conegut com a activista mediambiental amb una sèrie d'escrits sobre la devastació que pateix l'altiplà tibetà.

## Obres destacades
| Any  | Títol xinès    | Títol anglès                 |
| ---- | -------------- | ---------------------------- |
| 1987 | 环湖崩溃       | The Collapse Around the Lake |
| 1988 | 海昨天退去     | The Sea Retreats Yesterday   |
| 1994 | 失去男根的亚当 | Adam Who Lost His Male Roots |
| 2005 | 藏獒           | Tibetan Mastiff              |
| 2011 | 大悲原         | Mercy                        |
| 2022 | 雪山大地       | Snow Mountains and Land      |